# Theridiosoma gemmosum
Theridiosoma gemmosum (Wider, 1834) è un ragno appartenente alla famiglia Theridiosomatidae.

## Distribuzione
La specie è stata reperita in diverse località della regione olartica.

## Tassonomia
È la specie tipo del genere Theridiosoma O. P.-Cambridge, 1879.
Non sono stati esaminati esemplari di questa specie dal 2011.
Attualmente, a dicembre 2013, non sono note sottospecie.